# Zöldszárnyú szaltator
A zöldszárnyú szaltator (Saltator similis)  a madarak osztályának verébalakúak (Passeriformes) rendjébe és a tangarafélék (Thraupidae) családjába tartozó faj. Besorolása vitatott, egyes szervezetek a kardinálispintyfélék (Cardinalidae) családjába sorolják az egész nemet.

## Rendszerezése
A fajt Alcide d’Orbigny és Frédéric de Lafresnaye írták le 1837-ben.

## Alfajai
- Saltator similis ochraceiventris von Berlepsch, 1912
- Saltator similis similis d'Orbigny & Lafresnaye, 1837[2]

## Előfordulása
Costa Rica, Panama, Argentína, Bolívia, Brazília, Paraguay és Uruguay területén honos. Természetes élőhelyei a szubtrópusi és trópusi síkvidéki esőerdők és másodlagos erdők. Állandó, nem vonuló faj.

## Megjelenése
Testhossza 21 centiméter, testtömege 36-54 gramm.

## Életmódja
Főleg rovarokkal táplálkozik, de fogyaszt gyümölcsöket és bogyókat is.

## Természetvédelmi helyzete
Az elterjedési területe rendkívül nagy, egyedszáma pedig stabil. A Természetvédelmi Világszövetség Vörös listáján nem fenyegetett fajként szerepel.